# Prietržka
Prietržka je naseljeno mjesto u okrugu Skalica u Trnavskom kraju u Slovačkoj.

## Stanovništvo
| Godina:     | 1993. | 2003.   | 2013.    | 2023.    |
| ----------- | ----- | ------- | -------- | -------- |
| Broj ljudi: | 427   | 432     | 485      | 550      |
| Razlika:    |       | +1,17 % | +12,26 % | +13,40 % |

| Godina:     | 2022. | 2023.   |
| ----------- | ----- | ------- |
| Broj ljudi: | 546   | 550     |
| Razlika:    |       | +0,73 % |

Prema podacima o broju stanovnika iz 2023. godine naselje je imalo 550 stanovnika.

## Vanjske poveznice
|  | Zajednički poslužitelj ima još gradiva o temi Prietržka |

- Službena stranica naselja (sl.)